# 瑞尼斯

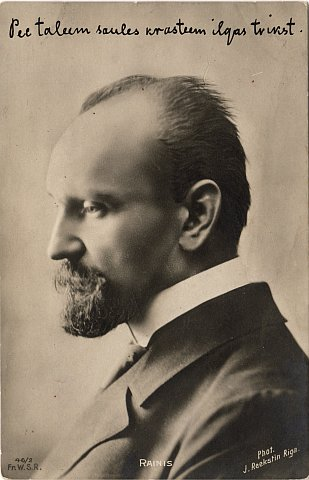
瑞尼斯

瑞尼斯（Rainis）是作家雅尼斯·皮列克桑（1865年8月30日—1929年9月12日）的笔名，他是拉脫維亞詩人、劇作家、譯者和政治家。瑞尼斯和阿斯帕齊婭於1920年4月4日返回拉脫維亞，並受到了英雄式的歡迎。他們被視為拉脫維亞獨立鬥爭的精神領袖。